# Ostrewka (Dolina Łatana)

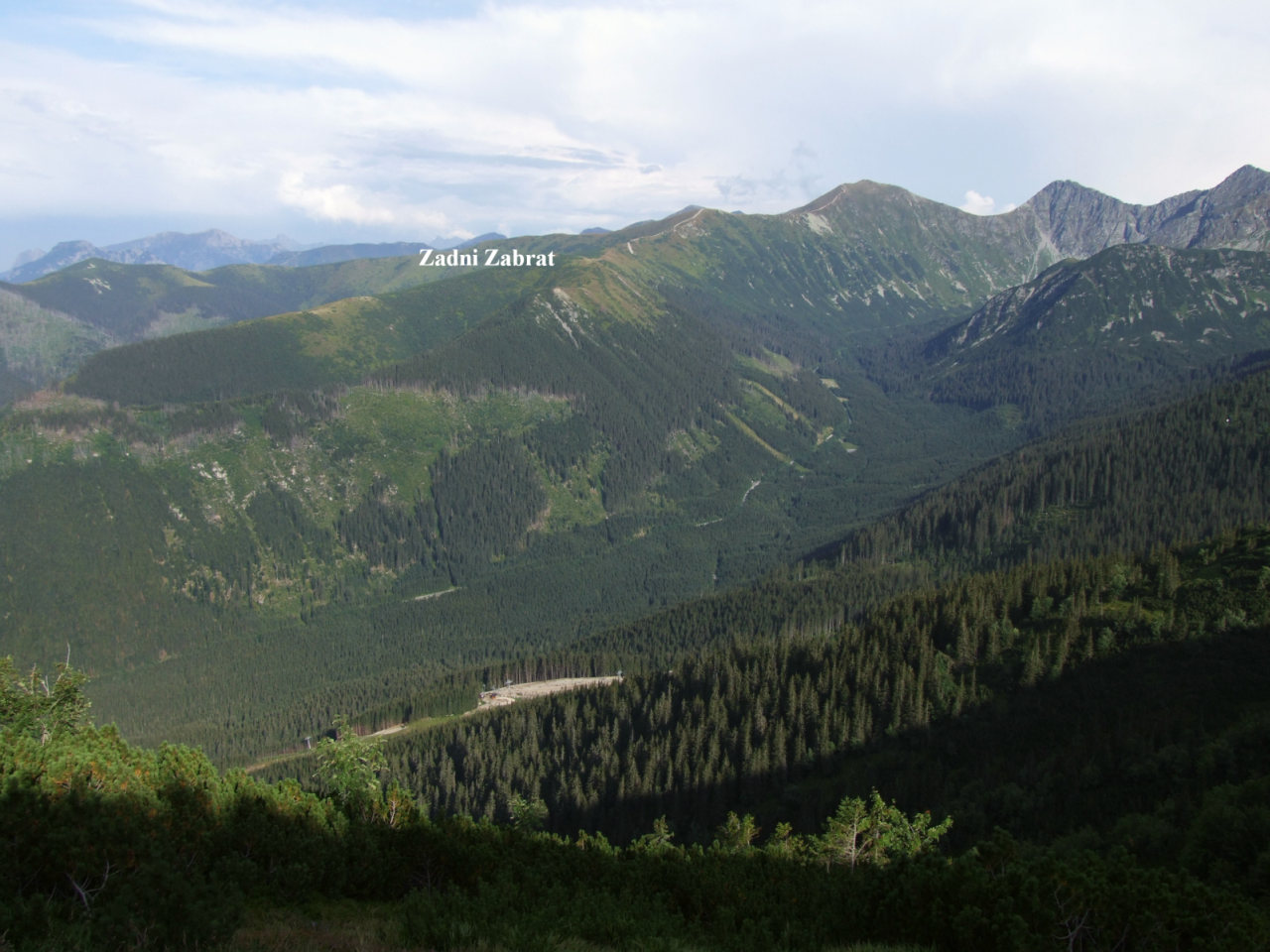
Odchodzący na lewo od Zadniego Zabratu grzbiet to Ostrewka. Na prawo od Zadniego Zabratu Rakoń, Wołowiec, Rohacze, w dole Dolina Rohacka

Ostrewka (słow. Ostrvký) – odchodzący na północny zachód do Doliny Łatanej boczny grzbiet od Zadniego Zabratu (1693 m n.p.m.) w słowackich Tatrach Zachodnich. W większości jest zalesiony. Grzbiet ten oddziela Dolinę Zadnią Łataną od Szyndlowego Żlebu. W rogu pomiędzy stokami Rakonia i górnej części Ostrewki znajduje się lodowcowy kocioł Praszywe.
Dawniej na Ostrewce znajdowały się wypasane polany. Po zniesieniu wypasu i włączeniu w 1978 r. tego rejonu do TANAP-u zaczęły zarastać. Zachodnimi zboczami tego grzbietu prowadzi szlak turystyczny.

## Szlaki turystyczne
– żółty szlak ze Zwierówki przez Dolinę Łataną, zbocza Ostrewki i Zabratową Przełęcz na Rakoń.
- Czas przejścia ze schroniska na Zwierówce na przełęcz: 2:45 h, ↓ 2:15 min
- Czas przejścia z przełęczy na Rakoń: 30 min, z powrotem tyle samo